# Suicide Silence (album)
Suicide Silence è il quinto album in studio del gruppo musicale statunitense omonimo, pubblicato nel febbraio 2017 dalla Nuclear Blast.

## Tracce
Testi di Hernan "Eddie" Hermida, musiche dei Suicide Silence.
1. Doris – 4:28
2. Silence – 4:40
3. Listen – 5:32
4. Dying in a Red Room – 4:45
5. Hold Me Up, Hold Me Down – 5:18
6. Run – 4:25
7. The Zero – 4:53
8. Conformity – 5:53
9. Don't Be Careful You Might Hurt Yourself – 4:20

## Formazione
Gruppo
- Hernan "Eddie" Hermida – voce
- Mark Heylmun – chitarra
- Chris Garza – chitarra
- Dan Kenny – basso
- Alex Lopez – batteria

Altri musicisti
- Jose Mangin – voce aggiuntiva (traccia 1)
- Steven Krolikowski – voce aggiuntiva (traccia 4)